# Обирджии на влакове
„Обирджии на влакове“ (на английски: The Train Robbers) е уестърн на режисьора Бърт Кенеди, който излиза на екран през 1973 година.

## Сюжет
След смъртта на съпруга си г-жа Лоу иска да каже на железoпътната компания къде се намира 500 000 долара в злато, чийто покойен съпруг Мат, е откраднал по време на обир на влак, и по този нзчин да изчисти фамилното име на сина си. Вместо това Лейн я убеждава да си вземе златото, за да може да получи наградата от 50 000 долара, предложена от железопътната компания на този който го върне. Лейн събира стари приятели, за да и помогне в пренасянето на златото от скривалището до гарата. През цялото време са преследвани и от други крадци, които знаят за златото, но не незнаят местонахождението му. Тъй като всички пътуват в Мексико в търсене на скритото злато, те са следвани и от агент на Пинкертон.
След поредица от приключения и битки те се връщат в Тексас със златото, където им е устроена една последна битка. На следващия ден Лейн и хората му качват госпожа Лоу на влак, за да върне златото и да ѝ кажат, че може да запази наградата от 50 000 долара за себе си и сина и. Когато минават покрай последния вагон, те се срещат с агента на Пинкертон, който им казваче Мат Лоу никога не е бил женен и че г-жа Лоу е проститутка на име Лили, която ги е заблудила да ѝ помогнат да получи златото за себе си. Разбирайки това Лейн кара бандата си да ограби влака.

## В ролите
| Актьор            | Роля                 |
| ----------------- | -------------------- |
| Джон Уейн         | Лейн                 |
| Ан-Маргрет        | г-жа Лоу             |
| Род Тейлър        | Грейди               |
| Бен Джонсън       | Джеси Джеймс         |
| Кристофър Джордж  | Калън Джеймс         |
| Боби Винтън       | Бен Йънг             |
| Джери Гатлин      | Сам Търнър           |
| Рикардо Монталбан | Човекът на Пинкертън |